# Hábrók
En la Mitología nórdica, Hábrók es, según el poema de la Edda poética Grímnismál, y citado por Snorri Sturluson en su Gylfaginning, como «el mejor de los halcones» en una lista que contiene nombres variados que representan lo mejor de todas las cosas. No obstante, no se sabe nada más de esta criatura. El nombre se puede traducir como «pantalones largos» que puede referirse a las patas alargadas del pájaro.

## Edda poética
La mención en la Edda poética Grímnismál de Hábrók:
El mejor de los árboles | Yggdrasil debe ser,
Skíðblaðnir el mejor de los barcos;
De todos los dioses | es Óðinn el más grande,
Y Sleipnir el mejor de los corceles;
Bifröst de los puentes, | Bragi de los escaldos,
Hábrók de los halcones, | y Garm de los sabuesos.